# 乐坝镇
乐坝镇，是中华人民共和国四川省巴中市南江县曾经下辖的一个镇。2019年12月，撤销乐坝镇，将其所属行政区域划归沙河镇管辖。

## 行政区划
乐坝镇撤销前下辖以下地区：
兴隆社区、董家梁社区、瓦房湾社区、鞍子沟村、侯家坡村和向家坡村。